# Hubert Winter
Hubert Winter (* 1966 in Mainz) ist ein deutscher Jazzmusiker (Tenor- und Sopransaxophon, Komposition; auch Flöte und Bassklarinette). Neben seiner künstlerischen Arbeit ist er Professor an der Hochschule für Musik Würzburg.

## Leben und Wirken
Winter absolvierte sein Instrumentalstudium am Hermann-Zilcher-Konservatorium Würzburg bei Leszek Zadlo und Chris Beier; es folgte ein Stipendium am Berklee College of Music und ein Aufbaustudium an der New School in New York bei George Garzone und Reggie Workman.
Winter leitete seit 1992 ein eigenes Quartett, zunächst mit dem Pianisten Ben Heit, dem Bassisten Rainer Werb und Dejan Terzic. Mit dieser Gruppe ging er auch international auf Tournee und veröffentlichte mehrere CDs. In den Folgejahren war das Quartett bisweilen mit Peter Fulda oder Michael Wollny am Piano, den Bassisten Markus Schieferdecker, Felix Wiegand oder Rudi Engel und den Schlagzeugern Paul Höchstädter und Joachim Leyh besetzt. Mit Höchstädter und Wiegand trat er auch als Cooking Trio auf. Zudem spielte er mit Michael Wollny im Duo, dokumentiert 2001 auf dem Album Different Kinds of Stories. Im Würzburger Dom spielte er regelmäßig liturgische Improvisationen mit dem Organisten Andreas Kissenbeck.
Weiter arbeitete er mit Musikern wie Bert Joris, Richie Beirach, Antonio Faraò, Randy Brecker, Louis Banks, Tony Lakatos, Dirk Mündelein, Nils Wogram, Henning Sieverts, Christopher Dell, Thomas Stabenow, Wolfgang Haffner, Wolfgang Lackerschmidt, Maria Schneider und Al Porcino zusammen. Seit der Gründung 1994 gehört er dem Sunday Night Orchestra an, mit dem er zahlreiche Alben aufnahm; er spielte auch in anderen Bigbands mit, wie z. B. der Bobby Burgess Big Band Explosion, dem Summit Jazz Orchestra, der Thilo Wolf Big Band, der Bamberg Symphony Big Band oder dem Glenn Miller Orchestra von Wil Salden. Er ist Mitglied des Universal Ensembles von Rainer Glas und der Formation Sounds of the Orient um den libanesischen Kanunvirtuosen Gilbert Yammine. Ferner ist er auf Alben von Sheila Jordan/Sabine Kühlich, Michael Flügel oder Thilo Wolf zu hören.
Zudem komponierte Winter die Musik zum Fernsehfilm Domgeschichten Würzburg. Seit 2011 war er zunächst hauptamtlicher Dozent für Jazzsaxophon an der Hochschule für Musik Würzburg, an der er nun als Professor lehrt.

## Preise und Auszeichnungen
1987 erhielt Winter den Ersten Preis beim internationalen Kompositionswettbewerb der Deutschen Talentbörse. Sein Quartett wurde 1993 mit dem Bayerischen Jazzförderpreis ausgezeichnet. 1997 wurde er mit dem Sunday Night Orchestra mit dem Kulturpreis der Stadt Nürnberg geehrt. 2002 erhielt er vom Staatsministerium für Wissenschaft, Forschung und Kunst den Bayerischen Kunstförderpreis.

## Diskographische Hinweise
- Hubert Winter Quartett Saga Lydis (Acoustic Music Records 2001; mit Richie Beirach, Dietmar Fuhr, Bill Elgart)
- Hubert Winter & Michael Wollny Different Kinds of Stories (ArtPur Records 2003)
- Round About Piazzolla/Tango Goes Jazz (Mons Records 2009; mit Bernhard Pichl, Wolfgang Kriener, Hannes Nied)